# Enfants de Paris (film, 1937)
Pour les articles homonymes, voir Enfants de Paris.
Pour plus de détails, voir Fiche technique et Distribution.
Enfants de Paris est un film français réalisé par Gaston Roudès et sorti en 1937.

## Fiche technique
- Autre titre : Jeunes filles devant l'amour
- Réalisation : Gaston Roudès
- Scénario : Francis Didelot d'après un roman de Léon Sazie
- Produit par : Lucien Gauthier
- Genre : Mélodrame social
- Musique : Jean Lenoir
- Image : Jacques Montéran
- Durée : 91 minutes
- Date de sortie : 
  - France : 23 avril 1937

## Distribution
- Paul Bernard : Claude de Servière
- Robert Arnoux : l'oncle
- Léonce Cargue
- Daniel Clérice
- France Ellys
- Régine Grandais
- Lisette Lanvin
- Milly Mathis
- Daniel Mendaille
- Janine Mirande
- Jacqueline Pacaud
- Jean Tissier
- Jacques Varennes